# Maurice Wilson

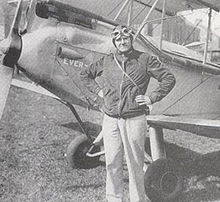
Maurice Wilson

Maurice Wilson (Bradford, 21 april 1898 – Mount Everest, 1 juni 1934) was een solobergbeklimmer die de top van Everest wilde bereiken om de wereld de gecombineerde kracht van bidden en vasten te tonen. Hij overleed door gebrek aan berguitrusting en klimvaardigheid.

## Vroege jaren

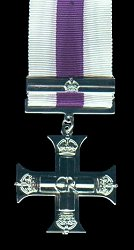
Military Cross

De in 1898 geboren molenaarszoon diende vanaf zijn 18e in het Britse leger waar hij het spoedig tot kapitein bracht. Wegens getoonde dapperheid tijdens de Derde Slag om Ieper werd hij onderscheiden met het Military Cross maar enkele maanden later werd hij zwaargewond naar huis gezonden. Hij zou zijn leven lang last hebben van zijn linkerarm. Na de oorlog was Maurice Wilson zoals zovelen van zijn generatie gedesillusioneerd en raakte hij de weg kwijt. Hij had weliswaar door zijn zakeninstinct veel geld verdiend maar dit betekende niets voor hem. De sterke man viel ten prooi aan depressies, verloor gewicht en was spoedig een kuchend karkas. Een onorthodoxe therapie zou hem redden en hem doen eindigen op de hellingen van Everest. Wilsons wonderbaarlijk herstel volgde namelijk op een periode van bidden en vasten waarna God hem genas. Nu had hij zijn doel en drijfveer gevonden: deze radicale remedie moest de mensheid redden. Maar hoe de onwetende te overtuigen? Een krantenknipsel over de expeditie van 1924, waarbij Mallory en Irvine de dood vonden, inspireerde hem. Onthouding en onwrikbaar geloof hadden hem erbovenop geholpen en met zijn genezen gestel zou hij de Everest bestijgen om de wereld de werking van zijn therapie te tonen.

## Van Bradford tot Rongbuk
Zijn plan was simpel en eenvoudig: hij zou zonder anderen een vliegtuigje zo hoog mogelijk op de hellingen van Everest zetten waarna hij het resterende stuk zou klauteren….hij had echter nog nooit gevlogen of geklommen. Maar voor een man met een missie gaat geen berg te hoog. Hij kocht een drie jaar oude Gipsy Moth en nam vliegles. Wilson was een slechte leerling, hij benodigde voor het halen van zijn brevet twee keer zoveel lessen als een ander en zijn instructeur was ervan overtuigd dat hij zelfs India niet zou halen. Door zijn gebrek aan klimervaring had hij geen idee wat hem te wachten stond en zijn voorbereidingen waren ridicuul. Hij ondernam geen enkele poging de technische klimvaardigheden te verwerven en hij kocht zelfs geen berguitrusting, wel wandelde hij wat door het glooiende landschap van Snowdonia en het Lakedistrict.

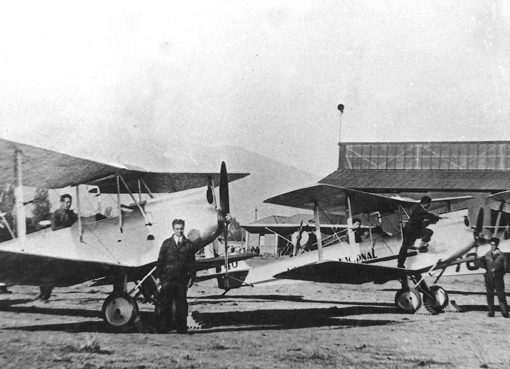
Havilland Gipsy Moth

In april 1934 startte het catastrofaal talent zijn gipsy moth richting Tibet, maar het toestel crashte op een veld bij zijn ouderlijk huis in Bradford. Hoewel hijzelf ongedeerd was, moest het vliegtuig voor herstel drie weken de hangar in. Nu had hij de aandacht van de autoriteiten getrokken en zij verboden de solovlucht. Hij was er de man niet naar om zich daar iets van aan te trekken en op 21 mei 1934 vertrok hij onverschrokken naar de Everest. Nu ging het vliegen wel goed, het Perzisch luchtruim werd hem weliswaar verboden en in Bahrein mocht hij niet tanken maar hij landde uiteindelijk heelhuids op Lalbalu, de luchthaven van Purnia in India. Hier werd zijn vliegmachine in beslag genomen en werd hem toestemming geweigerd Tibet te betreden. Noodgedwongen bracht hij de winter in Darjeeling door waar hij vastend en biddend uitbroedde hoe hij ten minste aan de voet van Everest moest geraken.
Op 21 maart 1934 vertrokken drie sherpa's en Wilson verkleed als Tibetaanse monniken uit Darjeeling en zij arriveerden op 14 april 1934 in het Rongbuk klooster waar nog klimuitrusting van de Ruttledge expeditie lag. Onder leiding van Hugh Ruttledge was het jaar daarvoor een poging ondernomen de Everest te beklimmen en hiertoe waren vier basiskampen ingericht die Wilson nu van pas kwamen. Zo vertrok hij twee dagen later geheel alleen richting top met een IJsbijl van de Ruttledge expeditie.

## De man en de berg

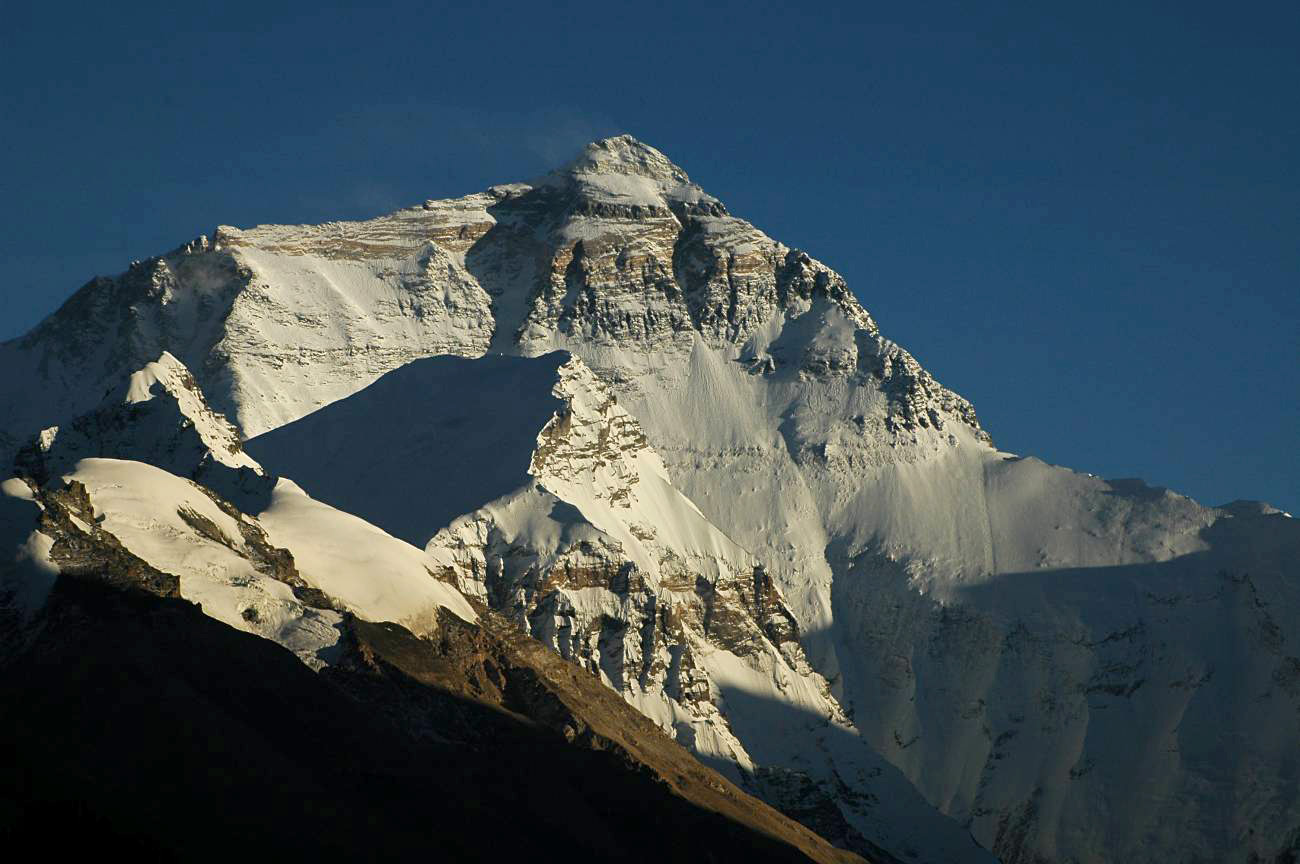
Noordzijde vanuit het Rongbuk klooster

Door gebrek aan kennis, ervaring en klimmateriaal – hij had zelfs geen stijgijzers – was de tocht over de Rongbuk-gletsjer afgrijselijk. Hij was gedesoriënteerd en wist de ijsbijl niet te hanteren. Na drie dagen worstelen bereikte hij kamp II waar hij alsnog een stel stijgijzers vond die hij onnozel opzij legde. Nog eens vijf dagen later was hij niet veel verder en door de verslechterende weersomstandigheden moest hij terug. In zijn dagboek schreef hij dat het slechte weer hem had genekt. Na een zo mogelijk nog zwaardere terugtocht bereikte hij uitgeput, sneeuwblind, en met hevige pijn het klooster om daar in een 38 uur lange slaap te vallen.
Achttien dagen later was hij dusdanig hersteld dat hij een tweede poging kon wagen, hij had van de beproeving wel iets geleerd maar niet genoeg. Hij besloot namelijk met de sherpa’s naar kamp III te gaan en daarna nogmaals een solopoging te ondernemen. Dankzij hun hulp en het betere weer kwam hij nu in drie dagen verder dan eerder in bijna een week. Hij bereikte basiskamp III waar bovendien oude voedselvoorraden lagen die hij vanzelfsprekend tot zich nam (ietwat strijdig met zijn stelling dat hij vastend en biddend de top zou bereiken). Overvallen door een sneeuwstorm zaten zij drie dagen vast. Het weer was nog steeds niet optimaal en de sherpa Rinsing en Wilson probeerden op 21 mei tevergeefs kamp IV te halen. Hij kwam erachter dat de touwen en uitgehakte treden van de Ruttledge expeditie compleet waren weggevaagd. Vanwege zijn gebrek aan bergervaring had hij gedacht en gehoopt dat deze nog aanwezig zouden zijn.

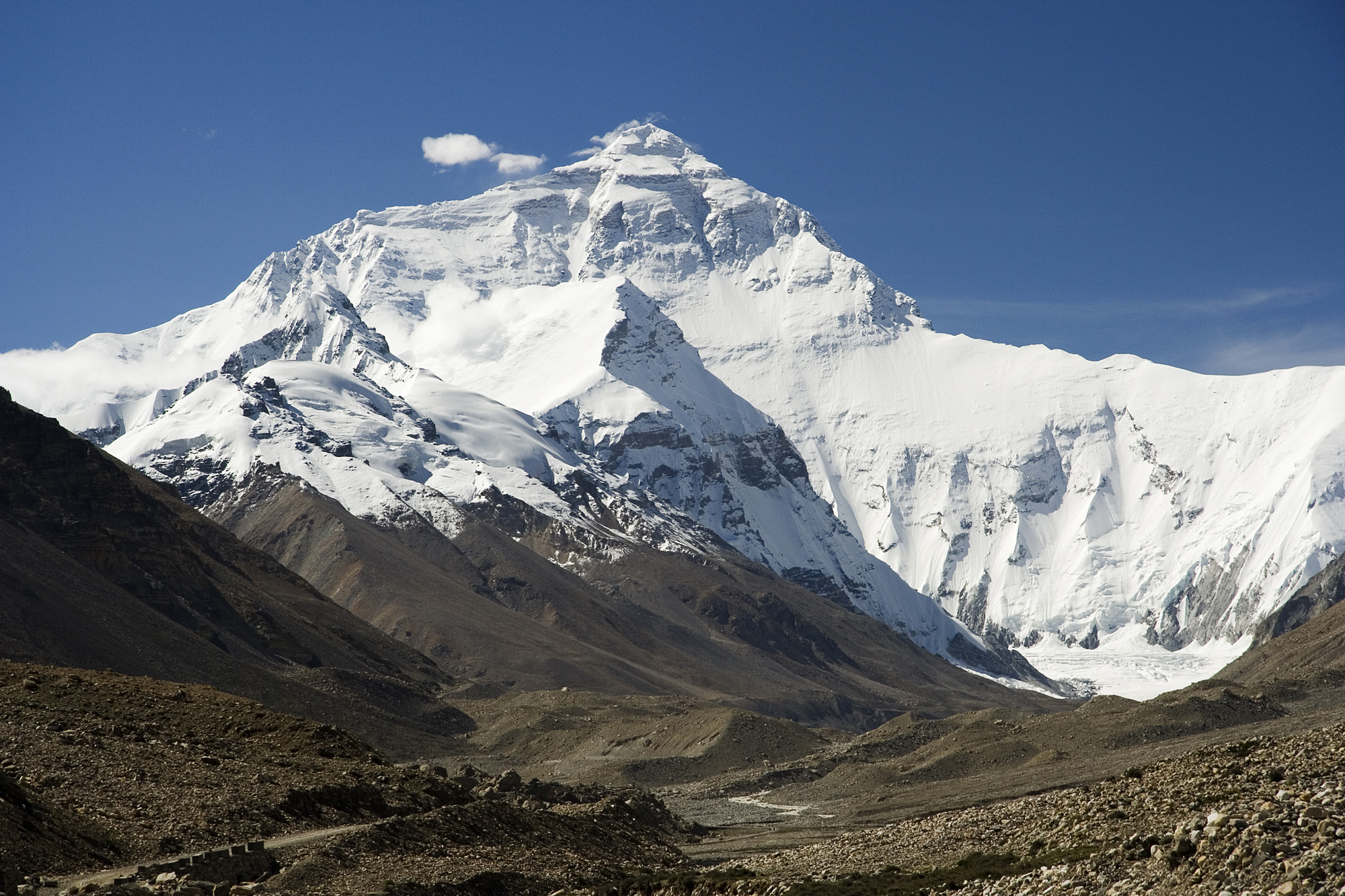
Everest Noordzijde

De volgende dag vertrok hij alleen en na een worsteling van vier dagen was hij uitgeput weer terug in kamp III. Hij moest twee dagen in bed herstellen. De sherpa's wilden nu dat hij terugkeerde naar het klooster maar hij toonde zich onverzettelijk. Op de 29e ging de solitaire Wilson weer op pad, hij was echter zo verzwakt dat hij niet ver buiten het kamp moest overnachten en zelfs de volgende dag bleef hij in zijn slaapzak. Zijn laatste dagboekaantekening is van 31 mei 1934: “Off again, gorgeous day”. De Eric Shipton expeditie vond een jaar later het bevroren lichaam van de aan uitputting bezweken bergbeklimmer liggend op zijn linkerzij en met opgetrokken knieën. Zij lieten zijn lijk afglijden in een gletsjerspleet. Dit bleek echter een onrustig graf want in 1960, bijna dertig jaar later, stuitte een stel Chinese bergsporters op de in verschoten groene stof gewikkelde resten van Maurice Wilson.